# دیپ‌واتر هورایزن
دیپ‌واتر هورایزِن (انگلیسی: Deepwater Horizon) یک فیلم آمریکایی در ژانر زندگینامه‌ای و فاجعه‌ای به کارگردانی پیتر برگ و نویسندگی ماتیو مایکل کارنهان و ماتیو سند است که در سال ۲۰۱۶ منتشر شد. در این فیلم بازیگرانی همچون مارک والبرگ، کرت راسل، جان مالکوویچ، جینا رادریگز، دیلن اوبرایان و کیت هادسون ایفای نقش کرده‌اند. داستان فیلم دربارهٔ انفجار دیپ‌واتر هاریزون در آوریل سال ۲۰۱۰ و نشت نفت در خلیج مکزیک است. نخستین نمایش فیلم در جشنواره بین‌المللی فیلم تورنتو سال ۲۰۱۶ بود و سپس در ۳۰ سپتامبر ۲۰۱۶ در سینماهای ایالات متحده اکران شد. فیلم با استقبال نسبی منتقدان و تماشاگران همراه بود. دیپ‌واتر هورایزِن در هشتاد و نهمین دوره جوایز اسکار در دو رشته بهترین جلوه‌های تصویری و بهترین تدوین صدا نامزد بود.

## داستان
مایک ویلیامز تکنسینی جوان و موفق است که به همراه همسر و دختر کوچکش روزگار خوبی را پشت سر می‌گذارد. مایک به همراه گروهی از تکنسین‌های دیگر به سکوی نفتی دیپ‌واتر هاریزون اعزام می‌شود تا مشکلی را حل کنند، اما یکی از مسئولین بنام ویدرین علی‌رغم خطرات جانی که برای کارکنان دارد، دستور می‌دهد افراد به حفر ادامه دهند و این تصمیم باعث می‌شود که دیپ‌واتر هاریزون بر اثر فشار گاز منفجر شود و تعداد زیادی از کارکنان کشته و زخمی شوند. در این میان مایک سعی می‌کند راهی برای فرار خود و دیگران از این جهنم پیدا کند...